# Истман, Ховард
Ховард Истман (англ. Howard Eastman; род. 8 декабря 1970 в Нью-Амстердаме, Гайана) — гайанский боксёр-профессионал выступавший в средней и второй средней весовых категориях. Претендент на титулы чемпиона мира в среднем весе по версиям WBA (2001 и 2005), WBC (2005), IBF (2005), WBO (2005). Чемпион Европы по версии EBU (2001 и 2003),  интерконтинентальный чемпион по версиям WBA (1999) и IBO (1999), интернациональный чемпион по версии WBA (2000).

## Карьера
Ховард Истман дебютировал на профессиональном ринге 6 марта 1994 года победив техническим нокаутом в 1-м раунде Джона Райса (0-2). 11 декабря 1996 года победил Свена Хамера (5-3) и завоевал титул BBBofC Southern Area в среднем весе. 30 ноября 1998 года победив Стива Фостера (20-14-2) завоевал титул BBBofC British (чемпиона Великобритании) в среднем весе. 6 марта 1996 года победил Джона Петта и завоевал вакантный титул интерконтинентального чемпиона по версии IBO во втором среднем весе. 22 мая 1999 года победил россиянина Романа Бабаева (16-9-1) и завоевал титул интерконтинентального чемпиона по версии WBA в среднем весе. 13 сентября 1999 года Истман победил Дерека Вормалда (23-3-3) и повторно завоевал титул BBBofC British в среднем весе. 25 июля 2000 года одержал победу над российским боксёром Ахматом Доттуевым (26-6-1) и завоевал титул интернационального чемпиона по версии WBA. 16 сентября 2000 года победил Сама Солимана и выиграл титул чемпиона стран Содружества в среднем весе. 10 апреля 2001 года победил Роберта Маккракена, завоевал вакантный титул чемпиона Европы по версии EBU и защитил чемпионские титулы BBBofC British и Содружества в среднем весе.
17 ноября 2001 года в своём 33 поединке потерпел первое поражение в профессиональной карьере проиграв американцу Уильяму Джоппи (32-2-1) в бою за титул чемпиона мира по версии WBA в среднем весе. 28 января 2003 года победил француза Кристофера Тендила (15-7) и завоевал титлу чемпиона Европы по версии EBU. 16 апреля 2003 года победил Скотта Данна и завоевал титулы чемпиона Великобритании по версии BBBofC, стран Содружества и Европы по версии EBU. В 2003 и 2004 году провёл две защиты титула EBU победив француза Хассина Черифи (34-7-1) и россиянина Сергея Татевосяна (21-3).
19 февраля 2005 года проиграл Бернарду Хопкинсу (45-2-1) в бою за титулы чемпиона мира по версиям WBC, WBA, IBF и WBO.